# Max Schneckenburger
Max Schneckenburger (Thalheim, 17 de febrero de 1819-Burgdorf, 3 de mayo de 1849) fue un poeta alemán.

## Biografía
Fue autor de la composición Die Wacht am Rhein (La guardia en el Rin), que escribió en 1840. El compositor Karl Wilhelm añadió música a la pieza en 1854, popularizándose en 1870. Las composiciones de Schneckenburger se publicaron en un tomo titulado Deutschen Liedern.